# Lauro Amadò
Pour les articles homonymes, voir Amado.
Lauro Amadò, dit Lajo, né le 15 mars 1912 à Lugano et mort le 6 juin 1971 au même endroit, est un footballeur international suisse.

## Biographie
Il meurt le 6 juin 1971 à Lugano.

## Palmarès
À deux reprises, en 1943 avec 31 buts puis en 1947 avec 19 buts, il est le meilleur buteur du Championnat de Suisse D1. Il compte 54 sélections en Équipe nationale avec laquelle il marque 21 buts.

## Clubs successifs
- 1930-1932 : FC Lugano
- 1932-1934 : Servette FC
- 1934- ?? : BSC Young Boys
- ?? - ?? : Tufnell Park Londres
- ?? -1940 : FC Lugano
- 1940-1949 : Grasshopper-Club Zurich